# بخش البرتو لیواو
بخش البرتو لیواو (به اسپانیایی: Alberto Leveau District) یک سکونتگاه مسکونی در پرو است که در منطقه سن مارتین واقع شده‌است.

## خصوصیات
بخش البرتو لیواو ۲۶۸٫۴ کیلومترمربع مساحت و ۱٬۰۲۲ نفر جمعیت دارد و ۱۹۰ متر بالاتر از سطح دریا واقع شده‌است.